# Жерави
Жерави (на руски: Журавли) е известна песен на руски език, изпълнена за първи път през 1969 г. В нея се пее за войници, които не са се върнали живи от битки.  Песента е композирана от Ян Френкел по превод на стихотворение на Расул Гамзатов и изпълнена от Марк Бернес. 

## Вдъхновение
Когато дагестанският поет Расул Гамзатов посещава Хирошима през 1965 г. в състава на официална делегация по повод честването на годишнината от бомбардиовката, е впечатлен от Мемориалния парк на мира в Хирошима и паметника на Садако Сасаки – момиче, което се разболява от левкемия в резултат на радиоактивното замърсяване на града. Следвайки японските традиции, Садако конструира хиляда хартиени жерави, надявайки се (напразно), че това може да спаси живота ѝ. Споменът за хартиените жерави, сгънати от Садако, и до днес служи като един от символите на невинните жертви на войната и преследва Гамзатов месеци наред и го вдъхновява да напише стихотворение, започващо с известните вече редове:
„Понякога си мисля, че войниците,

незавърнали се от кървавите полета,
така и не са положени в земята ни,
а са се превърнали в бели жерави. . .“
По други сведения вдъхновението, дало повод на Расул Гамзатов да напише това стихотворение, е негово посещение на Oбелиска на скърбящата майка и седемте отлитащи птици (на руски: Обелиск скорбящая мать и семь улетающих птиц), построен през 1963 г. Този мемориал е на седемте братя Газданови от село Дзуарикау, Северноосетийска АССР, РСФСР, СССР. Братята загиват във Великата отечествена война.

## Преводи
Стихотворението първоначално е написано на родния аварски език на Гамзатов, с много версии около първоначалната формулировка. Неговият прочут руски превод от 1968 г. скоро е направен от видния руски поет и преводач Наум Гребнев и е превърнат в песен през 1969 г., превръщайки се в една от най-известните рускоезични балади за Втората световна война по целия свят. 

## Музикална адаптация
Публикуването на стихотворението в списание Новий мир привлича вниманието на известния актьор и певец Марк Бернес, който преработва текста и моли Ян Френкел да композира музиката. Когато Френкел изсвирва за първи път новата си песен, Бернес (който тогава страда от рак на белия дроб) се разплаква, защото чувства, че тази песен е за собствената му съдба: „Има малко празно място в ятото на жеравите. Може би е запазено за мен. Един ден ще се присъединя към тях и от небето ще призова всички вас, които  оставих на земята“. Песента е записана от първия опит на 9 юли 1969 г. Бернес умира на 16 август 1969 г., около пет седмици след записа на песента, и записът е пуснат на погребението му. „Жерави“ е неговият последен запис, неговата „истинска лебедова песен“.
След първото излъчване на песента по радиото съветски партийни дейци започват кампания за нейната забрана. Един от мотивите им е, че тя се изпълнява дори в храмовете като един вид молитва. Проблемът стига до Леонид Брежнев, който одобрява излъчванията, но с условие това да не бъде твърде често.

## Наследство
„Журавли“ става символ на загиналите войници от Втората световна война. До такава степен, че редица паметници от Втората световна война в бившия Съветски съюз включват изображение на летящи жерави и в няколко случая дори стихове от песента, например Мемориалът на жеравите в Санкт Петербург.
Днес „Журавли“ все още е една от най-популярните военни песни в Русия. 
От 1986 г. на всеки 22 октомври в руската република Дагестан, родното място на поета Расул Гамзатов, се провежда „Фестивалът на белите жерави“.
През 1995 г., петдесет години след поражението на нацистите, Русия издава пощенска марка в памет на загиналите във Втората световна война. Марката изобразява летящи жерави на фона на Кремълския военен мемориал на Незнайния воин. 
През 2005 г. в Плъмър Парк, Западен Холивуд, Калифорния, САЩ, е издигнат Мемориал на руските ветерани с изображение на три бели жерава и четири реда от поемата „Журавли“ на руски и английски език. Разходите за 9-тонния паметник са поети до голяма степен от Асоциацията на ветераните от Втората световна война в Лос Анджелис, група от рускоезични ветерани. Местни церемонии в чест на края на Втората световна война се провеждат редовно на Деня на победата през май. 

## Други преводи и изпълнения
- „Журавли“ най-често се изпълнява от Йосиф Кобзон.
- През 1977 г. известният гръцки поет Янис Рицос превежда това стихотворение на гръцки и го включва в своя поетичен сборник „11 руски народни песни“. Гръцката версия на поемата е изпята от Маргарита Зорбала и се нарича Άσπροι Γερανοί (на гръцки „бели жерави“)
- През 2000 г. руският оперен певец Дмитрий Хворостовски издава своя собствена версия на песента за 55-годишнината от Деня на победата на СССР .
- През 2003 г. Марк Алмонд записва английска версия на The Storks за албума си Heart on Snow.
- Тази песен е представена в корейската телевизионна драма, наречена Sandglass, с участието на Choi Min-soo. Когато Чой гостува във вариететното шоу Running Man, това е използвано като негова тематична песен.
- Версията на Марк Бернес е представена в епизод от 2017 г. (Dyatkovo) на телевизионния сериал The Americans.
- Валери Леонтиев изпълнява тази песен през 2004 г.
- Serebro изпълнява тази песен през 2008 г.
- Елена Ваенга на тържествен концерт, по случай 70 г. от победата на СССР.
- Хорът на Сретенския манастир в концертната зала на Московския Кремъл през 2018 г. Солисти – Селим Алахяров и Александър Градски.